# 嫩枝无心菜
嫩枝无心菜（学名：Arenaria ramellata）为石竹科无心菜属的植物，是中国的特有植物。分布于中国大陆的西藏等地，生长于海拔4,200米至5,020米的地区，见于高山灌丛草甸，目前尚未由人工引种栽培。

## 别名
嫩枝蚤缀（拉汉种子植物名称）